# Октябрьский сельский совет (Ленинский район)
Октябрьский сельский совет (укр. Октябрська сільська рада, крымскотат. Canabat köy şurası) — административно-территориальная единица в Ленинском районе АР Крым Украины (фактически до 2014 года; ранее до 1991 года — в составе Крымской области УССР в СССР, до 1954 года — в составе Крымской области РСФСР в СССР, до 1945 года — в составе Крымской АССР РСФСР в СССР), на Керченском полуострове. Население по переписи 2001 года — 1479 человек, площадь сельсовета 92 км².
К 2014 году состоял из 1 села — Октябрьское.
Октябрьский сельсовет создан в 1940 году (в составе Маяк-Салынского района (переименованного 14 декабря 1944 года в Приморский) перенесением центра ликвидированного (вместе с селом) Кезского сельсовета. С 25 июня 1946 года совет в составе Крымской области РСФСР, а 26 апреля 1954 года Крымская область была передана из состава РСФСР в состав УССР. Время упразднения сельсовета и включения в Багеровский поссовет пока не установлено: на 15 июня 1960 года село уже числилось в его составе.
Октябрьский сельсовет был восстановлен в период между 1 января и 1 июня 1977 года. В состав совета также входило село Восход (31 августа 1989 года включённое в состав Керчи) и посёлок Полевое, упразднённый к 1985 году (в перечнях административно-территориальных изменений после этой даты не упоминается). С 12 февраля 1991 года сельсовет в восстановленной Крымской АССР, 26 февраля 1992 года переименованной в Автономную Республику Крым. С 21 марта 2014 года в составе Крыма аннексирован Россией. Законом «Об установлении границ муниципальных образований и статусе муниципальных образований в Республике Крым» от 4 июня 2014 года территория административной единицы была объявлена муниципальным образованием со статусом сельского поселения.
С 2014 года на месте сельсовета находится Октябрьское сельское поселение.